# آپولو ۱۱
مأموریت آپولو ۱۱ (به انگلیسی: Apollo 11) مأموریتی از مأموریت‌های برنامه فضایی آپولو است که منجر به گام نهادن نخستین انسان بر روی کره ماه شد. در طی این مأموریت که توسط اداره کل ملی هوانوردی و فضای ایالات متحده آمریکا (ناسا) سازماندهی شده بود نیل آرمسترانگ و باز آلدرین در ۲۹ تیر ۱۳۴۸ ه‍.ش (۲۰ ژوئیه ۱۹۶۹ میلادی)، ساعت ۲۰:۱۸ جهانی بر کره ماه فرود آمدند. حدود ۶ ساعت بعد، آرمسترانگ در ۲۱ ژوئیه ساعت ۲:۵۶ جهانی بر ماه گام نهاد. فضانورد سوم این مأموریت مایکل کالینز، به تنهایی در مدار ماه باقی‌ماند تا ۱۵ ساعت دیگر دو فضانورد دیگر به او ملحق شدند. پس از ۸ روز زندگی در فضای بیرونی، هر سه فضانورد به زمین بازگشتند.
این فضاپیما از مرکز فضایی کندی واقع در جزیره مریت، فلوریدا در ۱۶ ژوئیه ۱۹۶۹ به سمت کره ماه پرتاب شد. این مأموریت پنجمین مأموریت حامل انسان برنامه آپولو بود. آپولو ۱۱ از سه بخش تشکیل می‌شد: بخش اول محفظه یا سفینه فرماندهی کلمبیا که با سه فضانورد بر زمین فرود آمد. سفینه فرماندهی که شامل نیروی محرکه، برق، اکسیژن، و آب می‌شد. سفینهٔ ماه‌نشین عقاب که همراه آرمسترانگ و آلدرین بر ماه فرود آمد. آپولو ۱۱ جلوی موشک ساترن ۵ نصب شده بود و پس از گریز از گرانش زمین به همراه فضانوردان از موشک جدا شد و سه روز برای ورود به مدار ماه در راه بود. پس از ورود به مدار ماه، آرمسترانگ و آلدرین به ماه‌نشین جابجا شدند و در دریای آسایش ماه فرود آمدند. آن‌ها در مجموع حدود ۲ ساعت بر ماه پیاده‌روی کردند. آن‌ها پس از بلند شدن از کره ماه به سفینه فرماندهی که کالینز در آن قرار داشت پیوستند و ماه‌نشین را در فضا رها کردند. سرانجام آپولو ۱۱ در ۲۴ ژوئیه میلادی (۲ مرداد ۱۳۴۸ شمسی) به زمین بازگشت و در اقیانوس آرام در فاصلهٔ حدود ۱۴۰۰ کیلومتری از هاوایی فرود آمدند.
تصویر پایین آمدن آرمسترانگ از فضاپیما و گام نهادن او بر ماه، به صورت زنده در تلویزیون‌های سراسر جهان پخش شد. آرمسترانگ پس از گام نهادن در ماه جمله‌ای بسیار معروف به زبان می‌آورد: «این گامی کوچک برای یک انسان و جهشی بزرگ برای بشریت است.» آپولو ۱۱ آرمان ملی رئیس‌جمهور ایالات متحده آمریکا در سال ۱۹۶۱، جان اف. کندی را برآورده کرد.

## گروه کاری

### فضانوردان
| درجه                 | فضانورد       |
| -------------------- | ------------- |
| فرمانده              | نیل آرمسترانگ |
| خلبان سفینهٔ ماه‌نشین  | باز آلدرین    |
| خلبان سفینهٔ فرماندهی | مایکل کولینز  |

پیش از پرتاب آپولو ۱۱، قرار بر این شد که دو فضانورد در این فضاپیما باشند. کالینز در اصل قرار بود که خلبان سفینهٔ فرماندهی آپولو ۸ باشد اما تحت عمل جراحی قرار گرفت و جیمز لاول جایگزین او شد. لاول شانس خود را به کالینز داد و کالینز خلبان سفینهٔ (محفظه) فرماندهی آپولو ۱۱ شد.

### پشتیبان‌گیری
| درجه                 | فضانورد      |
| -------------------- | ------------ |
| فرمانده              | جیمز لاول    |
| خلبان سفینهٔ ماه‌نشین  | ویلیام آندرس |
| خلبان سفینهٔ فرماندهی | فرد هایسه    |

بیل آندرس در اوت ۱۹۶۹ به ناسا راه یافت. پس از پشتیبان‌گیری مایکل کالینز در آپولو ۱۱، به همراه لاول برای مأموریت آپولو ۱۳ انتخاب شدند.

### پشتیبانان دیگر

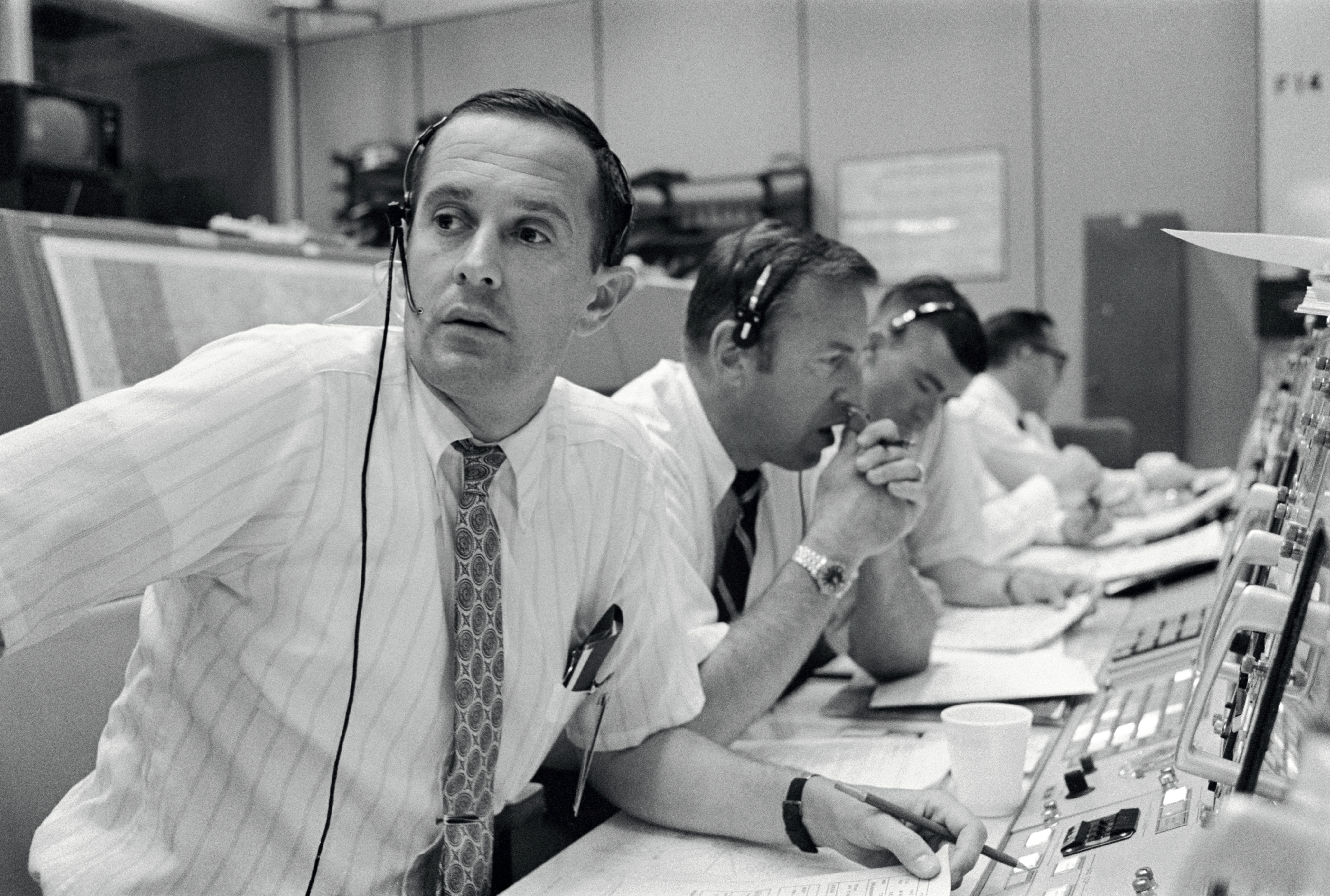
چارلز دوک (جلو)، جیمز لاول (میانه)، و فرد هایسه در کنترل پرواز آپولو ۱۱

- چارلز دوک، برقراری ارتباط با کپسول
- رونالد ایوانز
- آون کی گاریوت
- دان لیند
- کن متینگلی
- بروس مک‌کندلس دوم
- هریسون اشمیت
- بیل پیگو
- جک سویگرت

### مدیران پرواز
- کلیف چارلزورت (تیم سبز) راهپیمایی فضایی
- ژن کرانز (تیم سفید) فرود بر ماه
- گلین لونی (تیم سیاه) بلند شدن از ماه

## نام‌ها

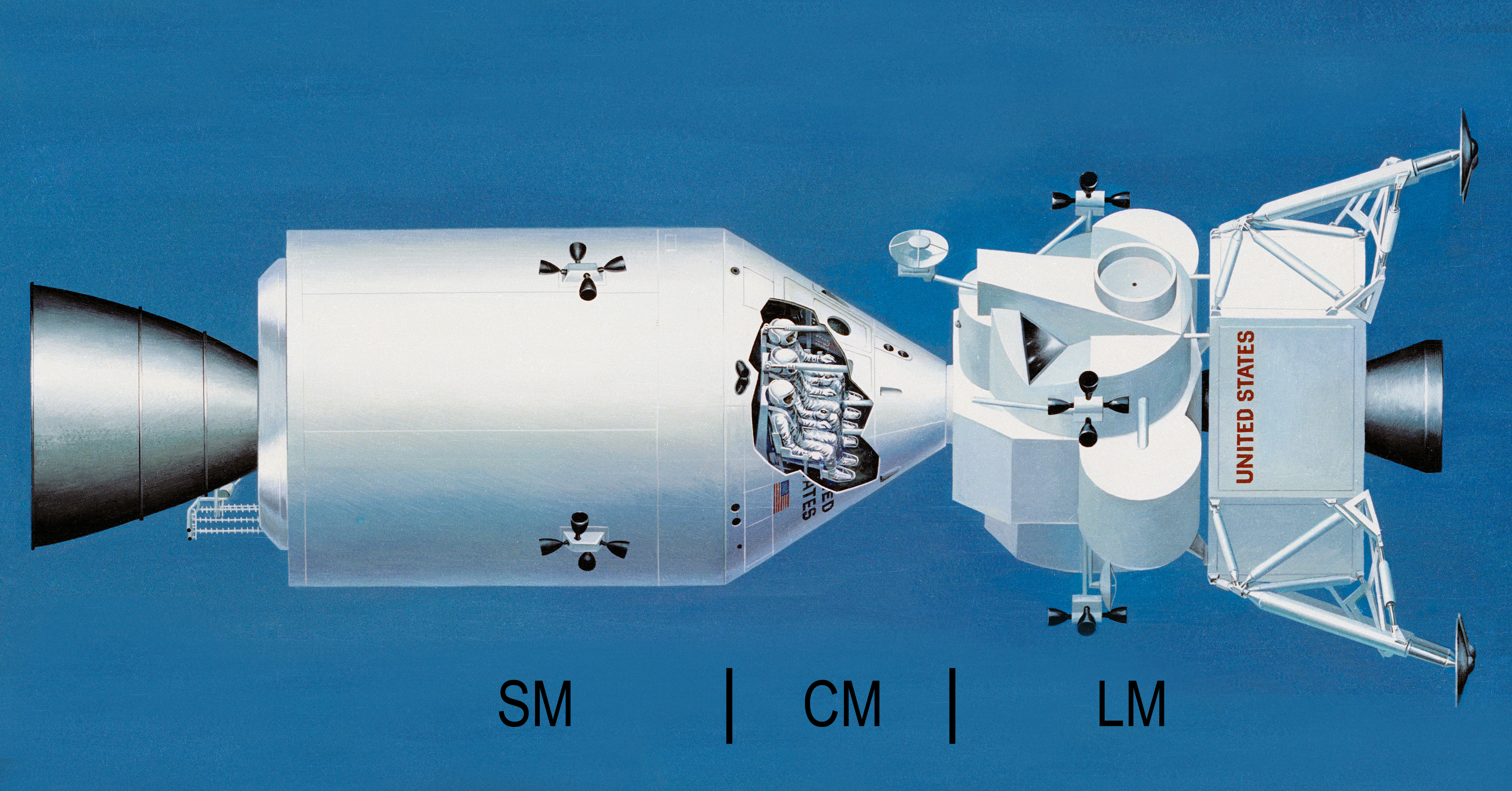
بخش‌های مختلف فضاپیمای آپولو ۱۱. SM: سفینهٔ خدمات (بدون نام). CM: سفینهٔ فرماندهی کلمبیا. LM: سفینهٔ ماه‌نشین عقاب

پس از لقب گرفتن آپولو ۱۰ به نام فضاپیمای چارلی براون و اسنوپی، معاون مدیر روابط عمومی جولیان اسچیر به مرکز فضایی جانسون نوشت: «آپولو ۱۱ بر اساس نام فضانوردانش لقب نخواهد گرفت.» در برنامه‌ریزی‌های اوایل مأموریت، این فضاپیما به اسنوکن و هایستک لقب گرفت و در اخبار منتشر شد. اما خدمه بعداً تصمیم گرفتند که این نام را عوض کنند.
سفینهٔ فرماندهی کلمبیا نام یک توپ جنگی غول پیکر است که از رمان از زمین به ماه در سال ۱۸۶۵ (میلادی) نوشته ژول ورن، نویسندهٔ فرانسوی برگفته شده است. ماه‌نشین عقاب از پرندهٔ ملی ایالات متحده آمریکا (عقاب سرسفید) که نقش برجسته‌ای در نشان مأموریت آپولو ۱۱ دارد برگرفته شده است.

## نشان
نشان مأموریت آپولو ۱۱ توسط مایکل کالینز طراحی شد. عقاب در این نشان به معنای «فرود صلح‌آمیز ایالات متحده آمریکا بر ماه» است. در این نشان عقاب با پاهای خود یک شاخهٔ زیتون را گرفته و در حال فرود بر ماه است. در پشت این عقاب کرهٔ زمین دیده می‌شود. مقامات ناسا گفتند: «عقاب به معنای جنگاوری است.» پس از مدتی گفتگو قرار بر این شد که شاخهٔ زیتون درون منقار عقاب به پاهای او منتقل شود. ناسا تلاش کرد که شماره ۱۱ را با استفاده از عددنویسی رومی به شکل XI بنویسد اما سرانجام قرار شد که ۱۱ بر پایه عددنویسی لاتین نوشته شود که درک و فهم آن برای مردم تمام کشورها آسان است.
همه رنگهای این نشان طبیعی هستند و مرزهای آبی و طلایی دارند. ماه‌نشین عقاب برای مطابقت با نشان، نامگذاری شد. هنگامی که سکه دلاری دوایت آیزنهاور منتشر شد، پشت آن، نگاره عقاب طراحی شد.

## مأموریت

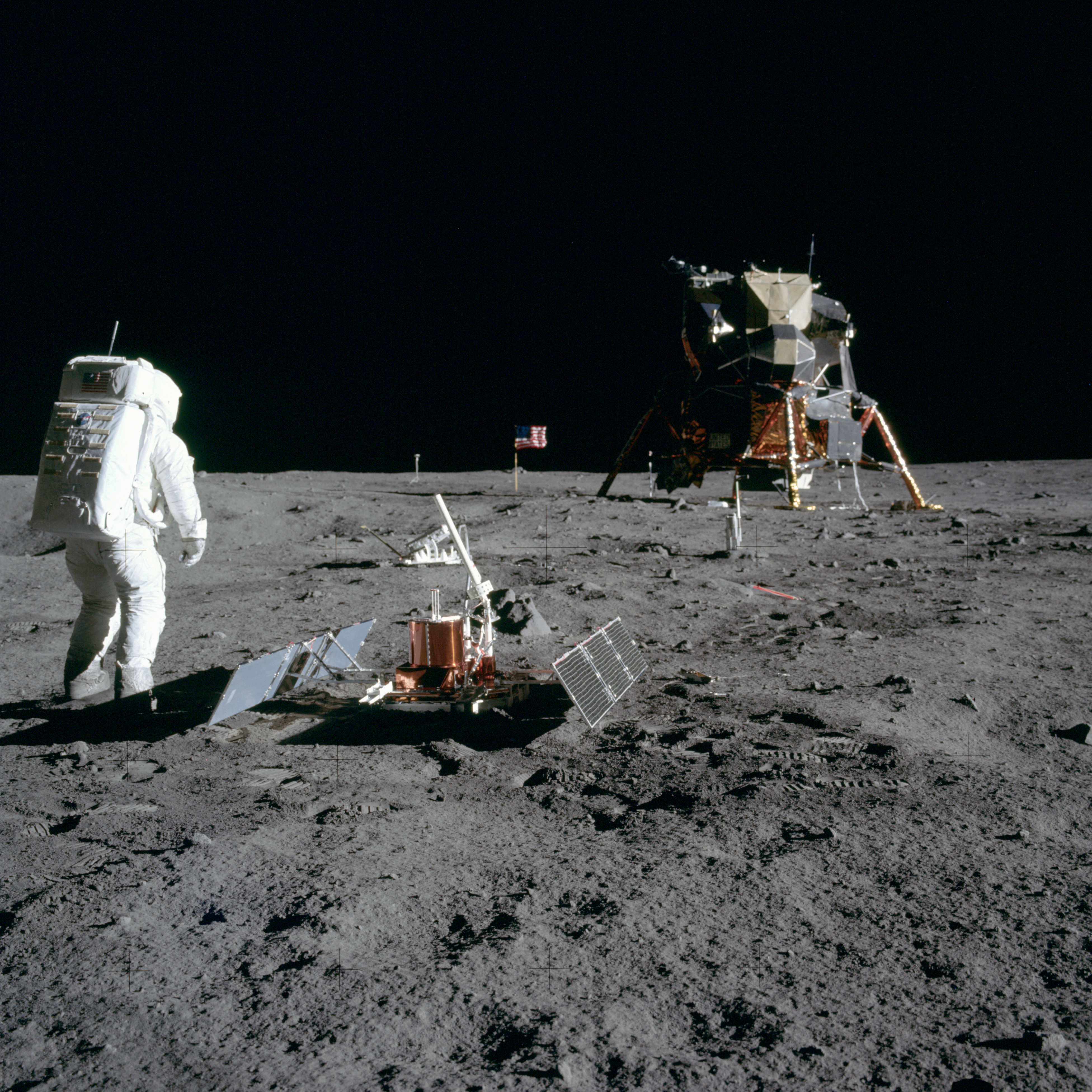
آلدرین در حال تماشای پایگاه آرامش در طول مأموریت آپولو ۱۱

نیل آرمسترانگ و باز آلدرین توانستند در ۲۰ ژوئیه ۱۹۶۹ به عنوان نخستین انسان‌ها بر روی کرهٔ ماه فرود بیایند و بر آن قدم بزنند. با این مأموریت، راه برای فرود کرهٔ ماه با دیگر فضاپیماها باز شد. آپولو ۱۱ در ساعت ۱۳:۳۲:۰۰ ۱۶ ژوئیه ۱۹۶۹ از پایگاه فضایی کندی واقع در فلوریدا توسط موشک ساترن ۵ به فضا پرتاب شد. چهار روز بعد در ساعت ۲۰:۱۷:۴۰ سفینه بر روی ماه نشست. اما به محض آن‌که آپولو ۱۱ روی سطح ماه فرود آمد پیش از همه چیز، فضانوردها سفینه را آمادهٔ ترک ماه کردند؛ زیرا مشخص نبود که چه اتفاقی ممکن بود در آنجا رخ بدهد.
بامداد فردای آن روز، یعنی ۲۱ ژوئیه، در ساعت ۰۲:۵۶:۱۵، آرمسترانگ به‌عنوان فرماندهٔ تیم، نخستین کسی بود که از سفینه پیاده شد و بلافاصله به ضبط تصاویر پیاده شدن خود - در واقع جای پایش - بر ماه پرداخت. او هنگام قدم گذاشتن بر سطح ماه گفت: «این گامی کوچک برای یک انسان و جهشی بزرگ برای بشریت است.»
پس از آن باز آلدرین قدم به ماه گذاشت و آن دو، مقداری از خاک و سنگ‌های موجود در سطح ماه (حدود ۲۲ کیلوگرم) را به عنوان نمونه، برای آوردن به زمین برداشتند.

## بخش‌های فضاپیما
فضاپیمای آپولو ۱۱ از دو بخش تشکیل شده بود:
- سفینهٔ فرماندهی «کلمبیا» که قرار بود در مداری دور ماه گردش کند. مایکل کالینز مسئولیت هدایت این بخش را به عهده داشت و در طول مأموریت در مدار ماه باقی‌ماند.
- سفینهٔ ماه‌نشین «عقاب» که شامل کپسول ماه‌نشین و سخت‌افزار مخصوص فرود روی ماه بود. نیل آرمسترانگ و باز آلدرین با این بخش روی ماه فرود آمدند.

دو فضانورد به علت عدم شناخت و محدودیت‌هایی که داشتند همان روز ساعت ۱۷:۵۴:۰۱ سطح ماه را ترک کردند و پس از اتصال دوباره به بخش فرمان «کلمبیا» به سوی زمین برگشتند. فضانوردها در مجموع نزدیک ۲ ساعت و نیم روی سطح ماه راهپیمایی کردند.

## آزمایش روی نمونه‌های ماه
آزمایش‌هایی که بعداً روی نمونهٔ سنگ‌های آورده شده انجام شد، نشان دادند که این سنگ‌ها عمری بیش از ۳/۹میلیارد سال زمینی دارند. یکی از این سنگ‌ها هم‌اکنون در دفتر جو بایدن رئیس‌جمهوری آمریکا قرار دارد.
فضانوردان علاوه بر جمع‌آوری خاک و سنگ از سطح کرهٔ ماه، آزمایش‌هایی را نیز انجام دادند که از مهم‌ترین آن‌ها می‌توان به موارد زیر اشاره کرد:
- آزمایش‌های مقاومت مواد، برای شناخت بیشتر خصوصیات فیزیکی مواد سطح کرهٔ ماه
- جمع‌آوری مقداری از بادهایی که در سطح ماه می‌وزد، برای آزمایش در زمین
- تعیین فاصلهٔ میان ماه و زمین با کمک لیزر با صفحات بازتابگر
- آزمایش‌های لرزه‌نگاری برای بررسی درو کره ماه
- آزمایش‌هایی روی گرد و غبار سطح ماه

## رویدادهای چهلمین سالگرد
در ۱۵ ژوئیه ۲۰۰۹، مجله لایف نگارخانه عکس‌های منتشر نشده عکاس رالف مورس از آپولو ۱۱ را منتشر کرد.
از ۱۶ تا ۲۴ ژوئیه ۲۰۰۹، ناسا به مناسبت چهلمین سالگرد پرواز تاریخی آپولو ۱۱، صداهای این مأموریت را بر روی وبگاه خود منتشر کرد. علاوه بر این، فیلم‌ها و نمایش‌های کلیدی این مأموریت را بازسازی کرد.

## نگارخانه

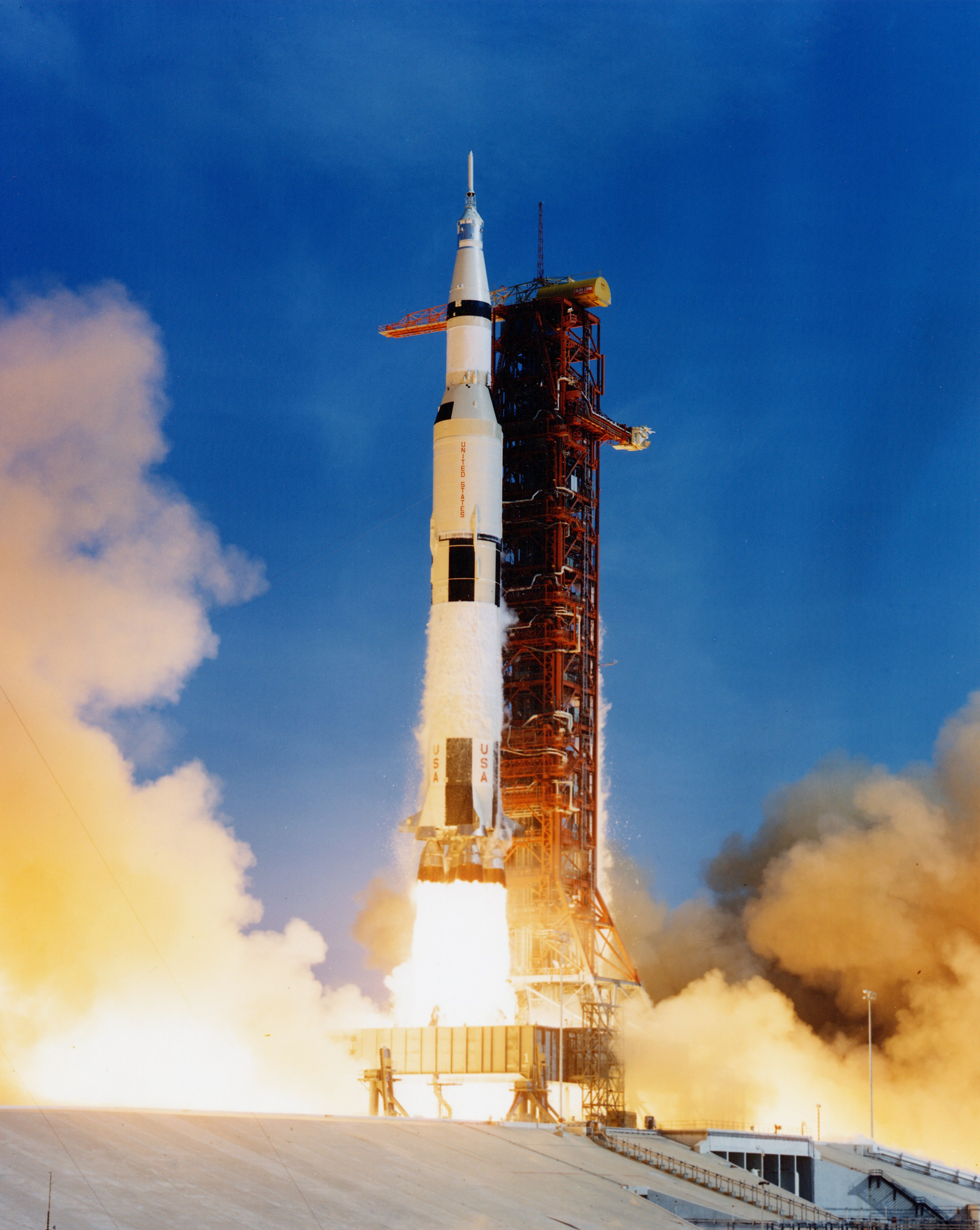
موشک ساترن ۵ حامل آپولو ۱۱ چند ثانیه‌ای برای عملیات جداسازی از برج، در ۲۵ تیر ۱۳۴۸ به طول انجامید.
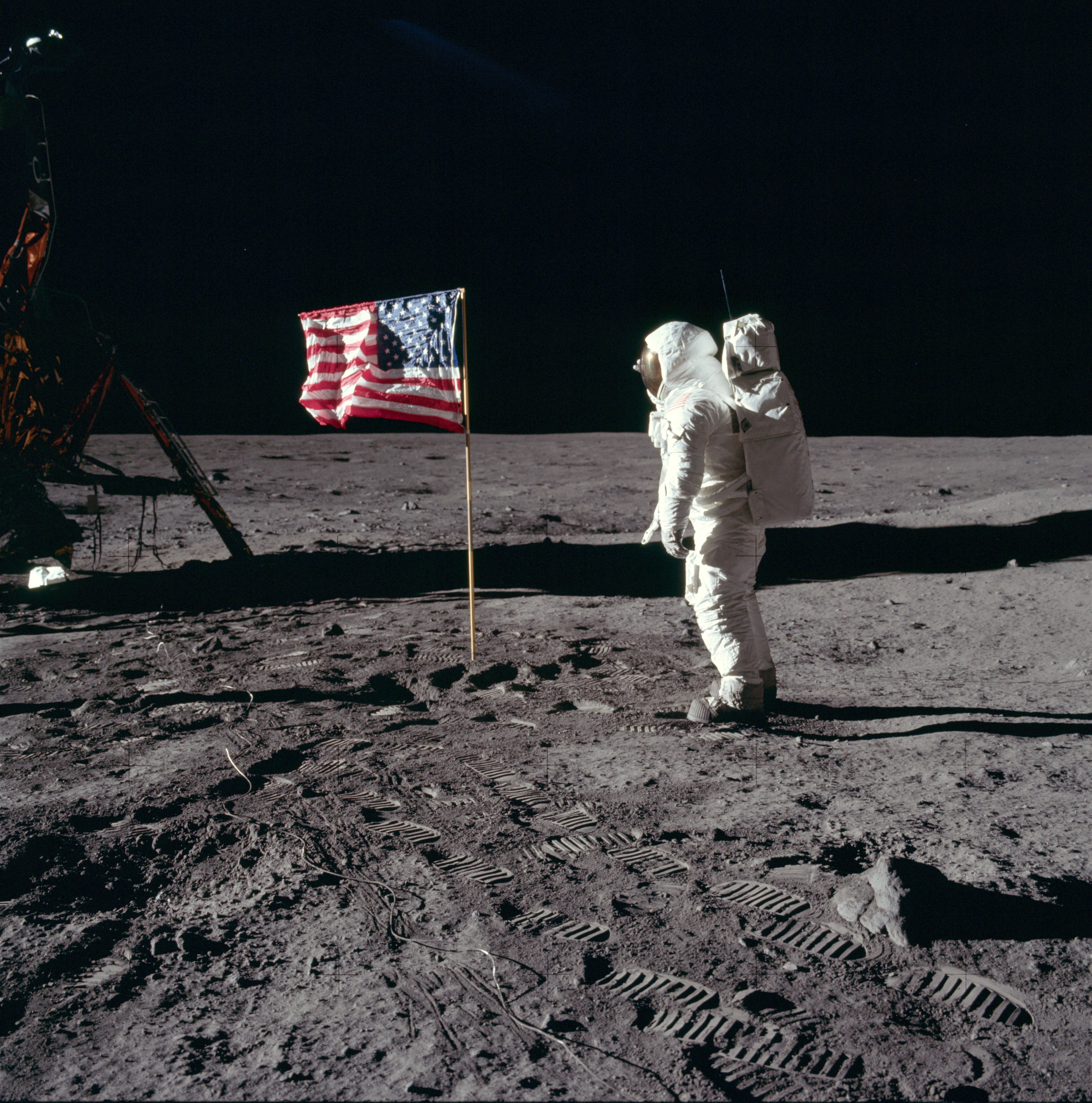
ادای احترام باز آلدرین به پرچم برافراشته‌شدهٔ آمریکا بر سطح ماه
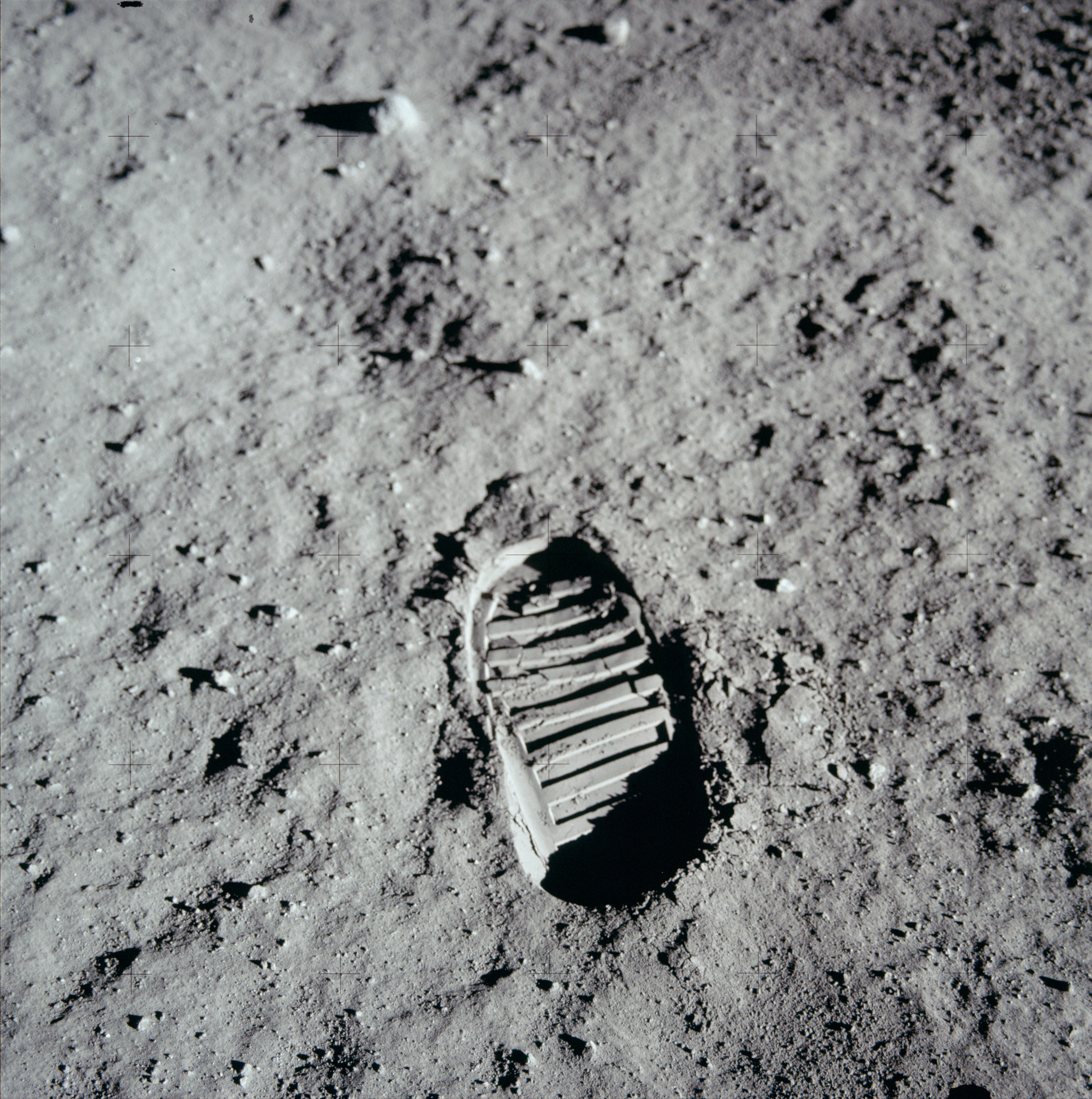
جای پای باز آلدرین بر سطح ماه
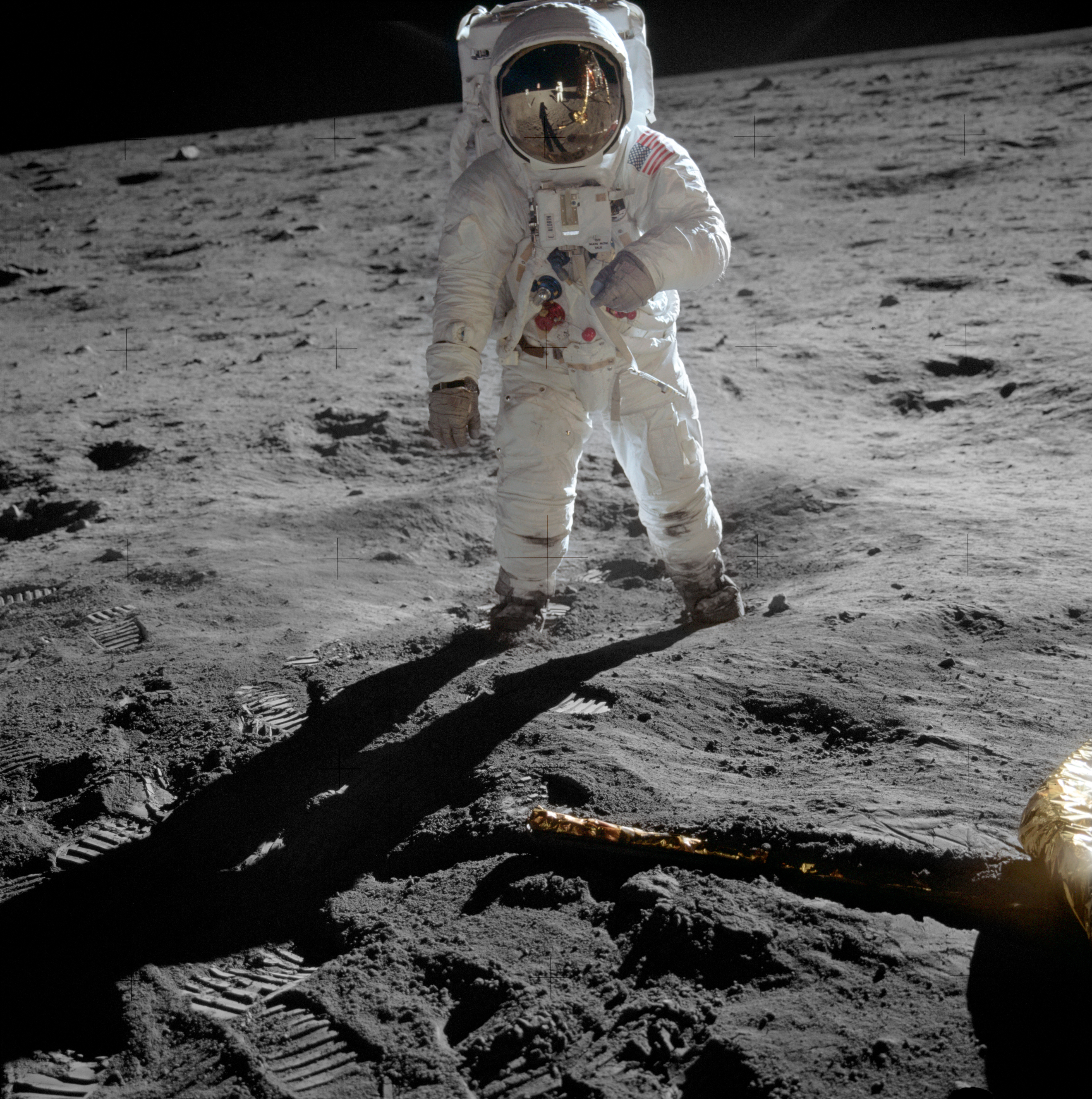
باز آلدرین طوری روی ماه برای عکاسی ژست گرفته که به نیل آرمسترانگ اجازه می‌دهد از هر دویشان با استفاده از بازتاب کلاه، عکس بگیرد.
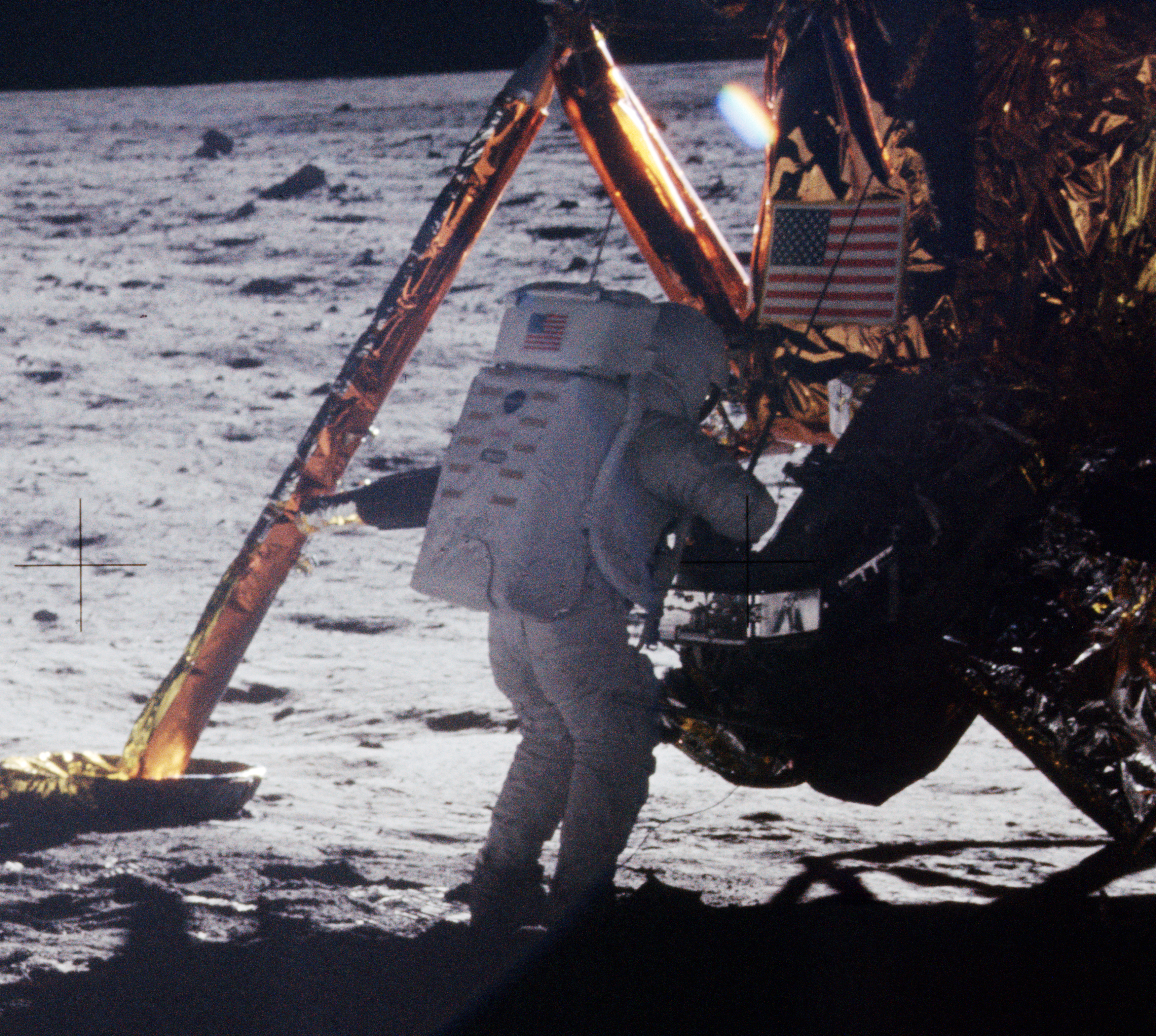
نیل آرمسترانگ در ماه‌نشین بر روی یکی از عکس‌هایی که از سطح ماه گرفته کار می‌کند. این یکی از معدود عکس‌ها از نیل آرمسترانگ است. زیرا در بیشتر مواقع، نیل آرمسترانگ دوربین را در دست داشت و از باز آلدرین عکس می‌گرفت. ناسا عکس ۱۱-۴۰-۵۸۸۶.
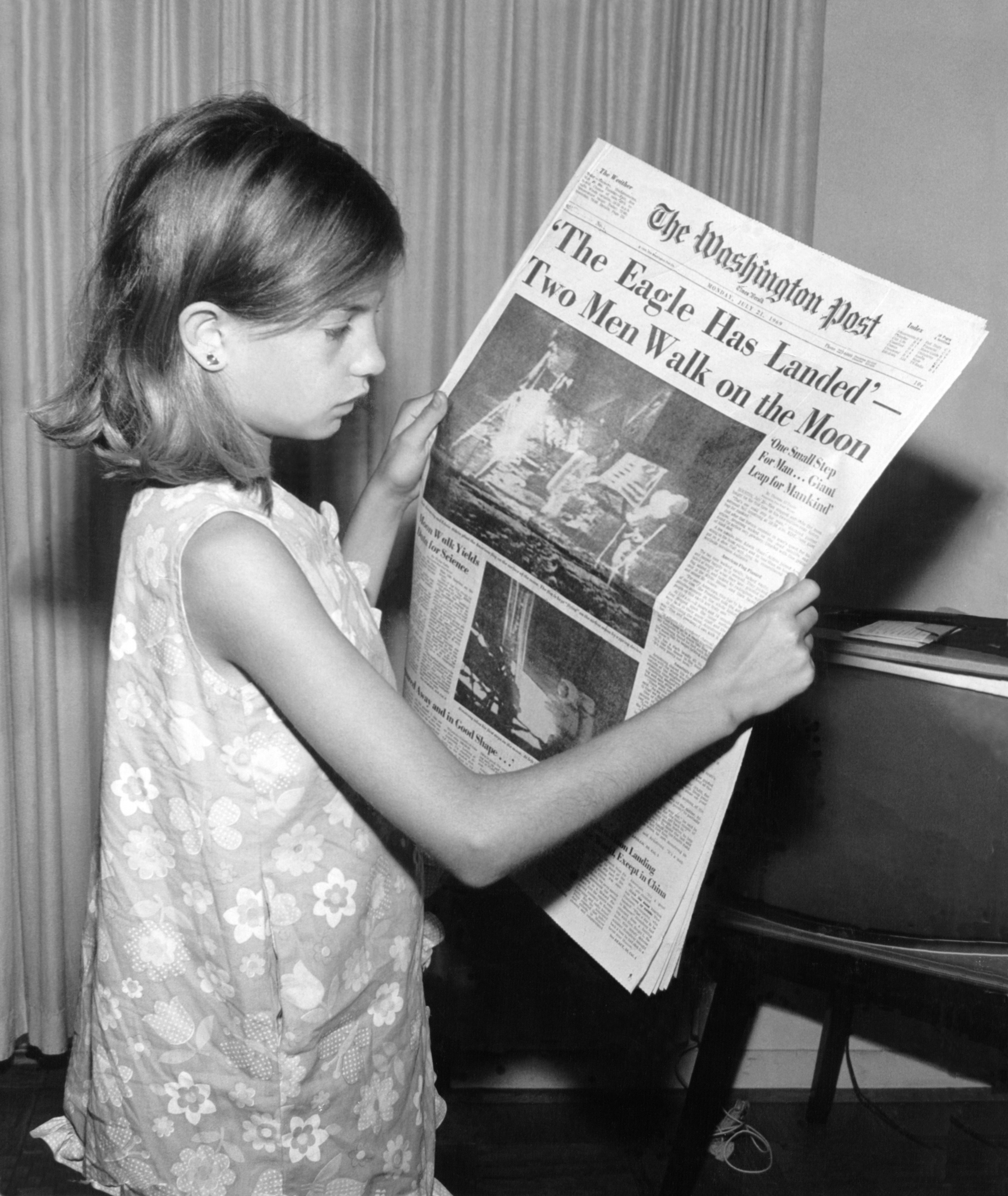
دختری در حال خواندن روزنامهٔ واشینگتن پست به تاریخ دوشنبه، ۲۱ ژوئیهٔ ۱۹۶۹ میلادی، با این تیتر که «عقاب دو انسان را بر روی ماه پیاده کرد». منظور از عقاب، اشاره‌ای استعاری به پرنده ملی در ایالات متحده است.
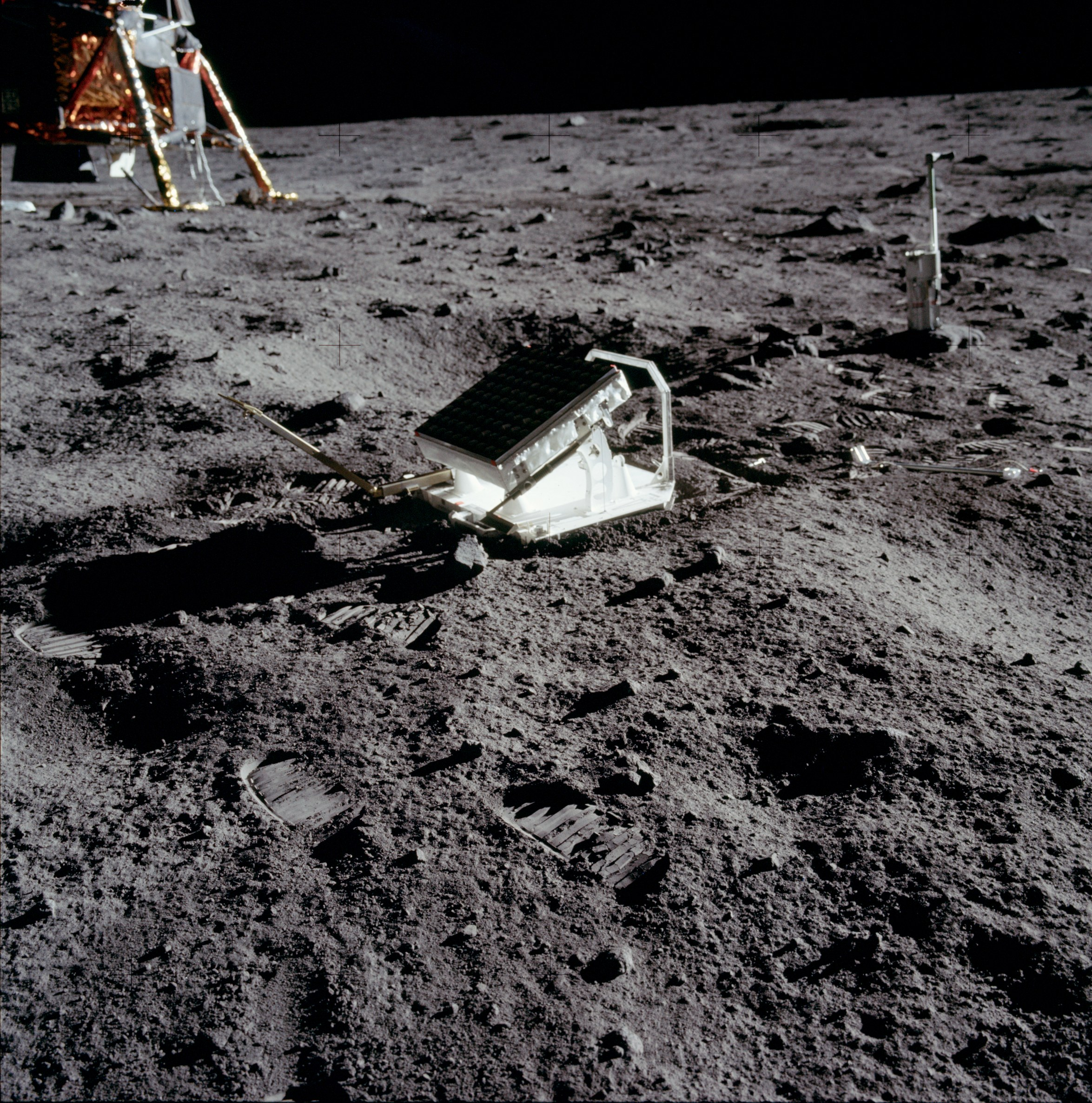
صفحه بازتابگر برای آزمایش فاصله‌سنجی لیزری قمری

### چند رسانه‌ای
- Garner, Robert (ed.). "Apollo 11 Partial Restoration HD Videos (Downloads)". NASA. Retrieved June 13, 2013.—Remastered videos of the original landing.
- Dynamic timeline of lunar excursion. Lunar Reconnaissance Orbiter Camera
- ERROR: missing "id" →فیلم کوتاه آپولو ۱۱ برای بارگیری رایگان در بایگانی اینترنت در دسترس است. [بیشتر]
- ERROR: missing "id" →فیلم کوتاه آپولو ۱۱ برای بارگیری رایگان در بایگانی اینترنت در دسترس است. [بیشتر]
- Apollo 11 Restored EVA Part 1 (1h of restored footage)
- Apollo 11: As They Photographed It (Augmented Reality) نیویورک تایمز, Interactive, ۱۸ ژوئیه ۲۰۱۹
- "Coverage of the Flight of Apollo 11" provided by Todd Kosovich for RadioTapes.com. Radio station recordings (airchecks) covering the flight of Apollo 11.